# Piaggio Ciao

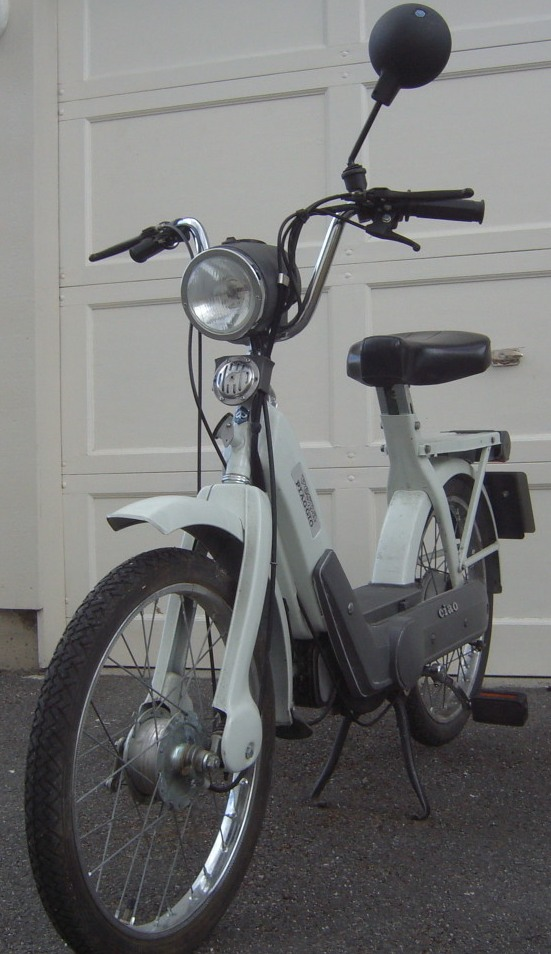
Piaggio Ciao.

Ciao är en moped som producerades av Piaggio från 1967 till 2006. Cirka 3,5 miljoner exemplar tillverkades under den nära fyrtio år långa produktionsperioden. Ciao är italienska för “hej” och “hej då”.

## Handelsbeteckningar
Ett flertal handelsbeteckningar har använts under produktionstiden. De allra första hette endast Ciao men kom sedan att få beteckningen Ciao A för att skilja dem från efterföljande modeller. I många fall har handelsbeteckningen visats som en eller flera dekaler på stänkskärmar, ram eller sidokåpor.
Ciao kan delas upp i huvudsak två produktionsperioder. Den första från 1967 till 1979 där baklyktan är placerad på bakskärmen. Den andra perioden, från 1979 till 2006, flyttades baklyktan till bakre delen av pakethållaren. Även om första perioden slutade 1979 fortsatte mopeder av första utseendet att produceras för vissa marknader, inkluderande den svenska, till så sent som 1984. Efter 1981 var Mexiko det enda land där det såldes en variatorförsedd version av första serien.

### Ciao (A) 1967–1970
Utmärkande för A är: avsaknad av styrlås, grå handtag, sadelklädsel av halvhård plast, tankdekal ”Ciao” i kursiv stil med blå text för 17 tums hjul och röd text för 19 tums hjul, rund strålkastare i grå plast (i Sverige ersatt med en kantig version från Aprilia), grå verktygskassett, gråa sidokåpor med ”Piaggio” ingjutet i kåporna, rund bensinkran med öppet/stängt läge, långt dekompressionshandtag, sekundärtändspolen fäst i ramen under förgasaren.
Under produktionsperioden kom följande ändringar: bensinkran inkluderande ett reservläge, större tanklock och motsvarande öppning i tanken från ramnummer 154’100. Sista Ciao med rund strålkastare bär ramnummer 236’283.

### Ciao Special (S) 1969–1970
Utmärkande kännetecken: endast C7E och C7V, styrlås, rostfri profil på tanken, sadelklädsel med lätt upphöjning i bakkant, Pirellidäck med vit däcksida, kromat avgasrör, bensinkran med reservläge, V-format styre med urtag för det sexkantiga Piaggiomärket, rektangulär strålkastare med inbyggd elektrisk tuta, elfenbensfärgade sidokåpor och tanklock, svarta handtag och verktygskassett, dekal ”S” på bakstänkskärmen nedanför baklyktan, långt dekompressionshandtag, sekundärtändspolen fäst i ramen under förgasaren.

### Ciao Lusso (L) 1970–1972
Lusso är italienska för ”lyx”. Utmärkande kännetecken: endast C7E1 och C7V1 (från ramnummer 2’000’001): styrlås, rostfri profil på tanken, sadelklädsel med lätt upphöjning i bakkant, Pirellidäck med vit däcksida, rostfria fram- och bakstänkskärmar, framskärmen något förkortad i bakkant samt försedd med liten svart stänklapp samt att främre delen av skärmen har en ”L” dekal, styre i mjuka linjer (kallas för buffelhorn i Italien), svart strålkastare från SIEM med inbyggd elektrisk tuta i framkant under strålkastarglaset samt uttag för hastighetsmätare (tillval), svart plast för handtag och sidokåpor såväl som tanklock och verktygskassett, tutknapp inbyggd i gashandtaget, kort dekompressionshandtag, sekundärtändspolen fäst i ramen under förgasaren.

### Ciao Rinnovato (R) 1970–1972
Rinnovato är italienska för ”förnyad”. De främsta kännetecknen är: avsaknad av styrlås, svarta däck och avgasrör, kantig och grå strålkastare monteras högre än tidigare (men de allra första kan ha rund strålkastare från Ciao A), tutknapp inbyggd i gashandtaget, grå handtag, främre stänkskärmen något kortare i bakkant samt staget fästs nu i bottenlänkens beslag, dekal ”R” på bakstänkskärmen nedanför baklyktan, grå sidokåpor (men på förfrågan fås också från ramhummer 1’187’290 elfenbensfärgade sidokåpor och strålkastare), sekundärtändspolen fäst i ramen under förgasaren.
Under produktionsperioden kom följande ändringar: Piaggiomärket i urtaget på styret flyttas ned till styrstammen där styrlåset annars är placerat och styret förlorar urtaget för märket, dekompressionshandtaget förkortas, ändrad fastsättning av bakhjulets högra sida för att möjliggöra slangbyte utan att ta bort hjulet, nya släta fälgar, produktionen av C9N1 upphör, C7V2 startar vid ramnummer 1’154’454.

### Ciao Super Confort (SC) 1971–1972
Den här modellen omfattar C7E1 och C7V1/3 (C7V3 från ramnummer 2’072’104) och utgår från Ciao Lusso med lackerade skärmar. Det som skiljer är: avfjädrad sadelstolpe och svarta däck, mörkt silvergrå täckkåpa för sadelstolpens fjäder, dekal ”SC” på bakstänkskärmen nedanför baklyktan.
Under produktionsperioden kom följande ändring: strålkastaren ändras från CEV till SIEM från Lussoversionen.

### Ciao Arcobaleno 1972–1974
Samtliga modeller med 19 tums hjul har nu slutat produceras. Främsta kännetecken är: gråa handtag, svart verktygskassett, sidokåpor och tanklock samt strålkastare i ljusare grå än tidigare, nytt ej kursivt typsnitt på tankdekal ”ciao”, nya sidokåpor (mittlinjen går inte längre över kopplingen), en öppen bagagekrok på styrstammen ovanför bensintanken, bakhjulet har nu 36 ekrar istället för 32, sekundärtändspolen fäst i ramen under förgasaren.
Under produktionsperioden byts de grå sidokåporna mot aluminiumgrå sidokåpor, så som de kommer att se ut på Rinnovato 2.

### Ciao Super Confort Arcobaleno 1972–1974
Modellen finns endast som modellerna C7E1 och C7V1. I övrigt samma kännetecken som Arcobaleno förutom avfjädrad sadelstolpe och buffelhornsformat styre med svarta handtag.

### Ciao Rinnovato 2 R2 1974–1981 och Rinnovato 2 Super Confort (R2 SC) 1974–1984
Den sista versionen att ha tankdekalen ”ciao” i versaler. Övriga kännetecken är: silvergrå sidokåpor och strålkastare med uttag för hastighetsmätare och oftast också med integrerad elektrisk tuta, ”ciao”-emblem i aluminium på sidokåporna, svarta handtag, U-format styre, avsaknad av stag på fram- och bakstänkskärmarna, framstänkskärmen är förkortad i bakkant och försedd med en svart stänklapp, bromshandtagens ändar blir klotformade, tändspolen placeras under höger sidokåpa och fästs med de två främre motorbeslagen, bagagekroken har nu en fjäderbelastad stängning.
Rinnovato 2 Super Confort har också avfjädrad sadelstolpe samt dekal ”SC” på bakstänkskärmen nedanför baklyktan.
När P-serien lanseras 1979 slutar Rinnovato 2 att säljas i Italien, men fortsätter finnas tillgänglig på andra marknader inkluderat den svenska till 1981. Efter det finns endast Rinnovato 2 Super Confort tillgänglig på den mexikanska marknaden fram till och med 1984.
Under produktionsperioden kom följande ändring: från 1978 byts tankdekalen ut till texten ”PIAGGIO”.

### Ciao P-serien 1979–2006
Från 1979 görs omfattande förändringar på Ciao för att ge den ett mer modernt utseende. Utmärkande kännetecken är: handtag blir åttakantiga i svart mjukplast, bromshandtag i svart plast, kantig strålkastare, fotbräda med ränder, sidokåpor i mörkgrå plast, emblem på sidokåpor i plast med silverfärgad text "ciao", pakethållaren mer rak och avslutad med baklyktan, sadeln i svart mjukplast med två längsgående ränder, svarta pedaler i plast, avgasrör med större diameter och ändarna platta, bottenlänksarmarna i framfjädringen blir längre.
Nedan listas de huvudsakliga varianterna av P-serien. Andra, senare beteckningar är i huvudsak specialvarianter av grundvarianterna, till exempel Ciao Teen, Ciao FL, PX Ecology system, Ciao Mix (med separat oljetank) och Ciao Kat med oreglerad katalysator motsvarande EU2-norm.

#### Ciao P
Utmärkande kännetecken är: enväxlad med bottenlänksfjädring fram, avsaknad av styrlås.

#### Ciao PX
Utmärkande kännetecken är: enväxlad, styrlås, avfjädrad sadelstolpe. I Sverige även stänkskärmar i rostfritt stål.

#### Ciao PV
Utmärkande kännetecken är: variator, bottenlänksfjädring fram, avsaknad av styrlås.

#### Ciao PXV
Utmärkande kännetecken är: variator, styrlås, avfjädrad sadelstolpe. I Sverige även stänkskärmar i rostfritt stål.

## Typbeteckning och ramnummer
Ciao är i Sverige en klass 2-moped med typintyg utfärdat före 2003-06-17. Det betyder att mopeden får ha en maximal hastighet på 30 km/h och en motoreffekt på högst 1 hk (0,74kW). Om effekten ökas genom trimning, eller fås att gå fortare, betraktas mopeden som lätt motorcykel och behöver därför registreringsbesiktas som sådan och föraren ha körkortsbehörighet för motsvarande fordonstyp.
Typbeteckning och ramnummer finns instansade i ramen, bakom höger sidokåpa, intill bakhjulet. Typbeteckningen följer ett fyrställigt format, till exempel C7E1.
- Första tecknet anger vilken Piaggioprodukt som avses och är alltid ett C för Ciao. Vissa landspecifika undantag finns, till den tyska marknaden användes också bokstaven B.
- Andra tecknet är alltid en siffra och anger storleken på hjulen. Vanligast är 7 för 17 tum men även 9 för 19 tum, samt 6 för 16 tum finns.
- Tredje tecknet anger i huvudsak framhjulets fjädringssystem. Här finns N (Normale) för ofjädrad framgaffel, E (Elastica) för bottenlänksfjädrat framhjul, samt V (Variatore) för bottenlänksfjädrat framhjul och steglös, automatisk växellåda.
- Fjärde tecknet är alltid en siffra och räknas upp för varje ny variant av de tre tidigare teckenkombinationerna.
- Ett femte tecken kan ibland förekomma och är alltid ett T, t.ex. C7V3T.

På svensksålda Ciao finns före 1972 även det svenska typintygsnumret instansat intill typbeteckningen. Det lyder “VoV 1392” för Ciao och “VoV 1394” för den trehjuliga transportmopeden Ciao Porter. Från 1972 återfinns typintygsnumret som en metallskylt, metallfoliedekal eller vinyldekal placerad på vanligtvis den främre delen av bakre stänkskärmen. Typintyget ändras när Ciao P (typintyg ASB 6010) och PX (typintyg ASB 6004) introduceras. 
Ramnumret är oftast placerat strax nedanför typbeteckningen eller direkt till höger om detta och då skilt från typbeteckningen med ett stjärntecken. Vid leverans fanns ofta även en enkel pappersdekal med ramnumret fäst på ramen innanför vänster eller höger sidokåpa.

## Motor
Ciao har en encylindrig, horisontal tvåtaktsmotor med slidmatning på 49,3 kcm (borrning 38,2 mm och slaglängd 43 mm) och en kompression på 1:7,6.  Motorn använder 2 % oljeinblandad bensin på 95 oktan eller högre. Kylning sker genom forcerad luft från fläktblad på svänghjulet till cylinder samt fartvind för cylinderlock.
Motorn stängs av med ett handtag på styrets vänstra sida och som påverkar en dekompressionsventil på cylinderlocket. Då motorn istället har elektronisk tändning är dekompressionsventilen ibland ersatt med en knapp, placerad på höger handtag, och som jordar tändningen.

### Demontera motor
För att demontera motorn från ramen behöver följande saker tas bort: luftfilterbox, förgasare, dekompressionsventilens vajerinfästning på cylinderlocket, tändhatt, elektriska kontakter på motorblock (jord, matning till elsystem samt matning av tändspolens sekundärlindning), kopplingsklocka (eller primärvariator) på motorns utgående vevaxel samt avgassystem. De tre skruvarna som håller motorn i ramen tas sedan bort, motorn vrids nedåt i framkant ca 45 grader och vickas sedan i underkant svagt åt vänster för att slutligen vridas tillbaka i horisontalplanet samtidigt som motorn vrids så att vevaxeln pekar uppåt.

## Tändsystem
Tändsystemet består av tändstift (till exempel NGK B5HS) med elektrodavstånd 0,5 mm, tändhatt, tändkabel, kondensator, brytarspetsar med brytaravstånd 0,35-0,45 mm, kamnock (med tändningen fast inställd på 20 graders förtändning), magnetiserat svänghjul och en tändspole som är uppdelad på primärlindning, som sitter innanför svänghjulet, och sekundärlindning som vanligtvis är placerad på ramens vänstra sida längst fram under sidokåpan. 
Tidiga Ciao har sekundärlindningen placerad bakom höger sidokåpa eller, som de allra första, fäst i ramen strax under förgasaren. Sällsynt är Boschsystemet där både primär- och sekundärlindning är integrerad och är då monterad innanför svänghjulet. Sena Ciao har brytarlös tändning. Enklaste sättet att se det är att höger handtag har en avstängningsknapp samt att svänghjulet saknar en gummitäckt öppning för att justera de då ersatta brytarspetsarna. Observera att även Ciao med brytarlös tändning också kan ha en dekompressionsventil.

## Bränslesystem och motorsmörjning
Bränslesystemet består av bränsletank, inbyggd i ramen, bränslekran, bränsleledning och förgasare. Förgasaren är en Dell’Orto SHA 12/7 horisontalförgasare med ett 39-munstycke, flottör, nålventil, inbyggt bränslefilter, choke och ställskruv för tomgångsvarv. På förgasaren monteras en platt luftfilerbox med inoljat metallfilter. Oljeinblandningen i bränslet förser alla delar som behöver smörjas i motorn med smörjning.
Om nålventilens gummihätta är rödbrun kan 95 oktan användas. Äldre nålventiler med svart gummihätta tål inte etanolinblandningen i 95 oktan, utan där används 98 oktan. Det går att byta från äldre nålventil till nyare. Bränsletanken rymmer 2,8 liter, varav reserv om 0,5 liter. Räckvidden är ca 200 kilometer. 

## Kraftöverföring
Ciao har två huvudsakliga drivsystem där båda använder kilrem och centrifugalkoppling samt en reduktionsväxel inbyggd i baknavet. Navet smörjs med ca 3,5 dl växelhusolja av SAE YP90 kvalitet.

### Enväxlad kraftöverföring
Detta system har centrifugalkopplingen placerad på motorns utgående vevaxel samt fasta remskivor, en integrerad i kopplingsklockan och en remskiva med ytterdiameter om 95 mm på baknavet.

### Automatisk växellåda med variator
Det andra drivsystemet är en steglös, automatisk växellåda med primärvariator placerad på motorns utgående vevaxel och sekundärvariator på baknavets drivaxel. Sekundärvariatorn är sammanbyggd med centrifugalkopplingen.

### Koppling
Centrifugalkopplingen består av två uppsättningar av centrifugalvikter. Den inre, fastsatt på kopplingsklockan, består av två smala backar med svaga kopplingsfjädrar och används för att starta motorn. 
Den andra uppsättningen yttre centrifugalvikter, som roterar med vevaxeln, består av tre backar med hårdare fjädrar och står för framdrivningen och kommer i bruk vid högre varvtal, dvs. när motorn har högre varvtal än tomgångsvarv.

### Att starta motorn
Motorn på enväxlade Ciao startas genom att startkraften går från pedalerna genom kedjan, baknavets transmission, drivremmen till kopplingsklockan där centrifugalkraften får startbackarna att slungas ut och som därmed får motorn att börja rotera.

### Använda Ciao som trampcykel
Genom en tryckknapp på baknavets vänstra sida kan transmissionen kopplas bort och därmed kan Ciao användas som en cykel och trampas fram med hjälp av kedjan placerad på ramens högra sida. En hävarm intill tryckknappen kopplar åter in transmissionen. Växling mellan dessa två lägen kräver att motorn är avstängd för att skona kugghjulen i baknavets reduktionsväxel.

## Avgassystem
Avgassystemet är i originalutförande ett helsvetsat system utan möjlighet att öppnas för rengöring. Avsotning kan dock ske genom att lägga avgassystemet i öppen eld så att sot och oljeavlagringar bränns bort för att sedan blåsas bort med tryckluft.

## Ram
Ramen är U-formad och består av pressad och svetsad plåt där bensintanken är inbyggd i främre delen av ramen. Centralstöd, kabelhållarplåt, pakethållare, bakre stänkskärm och dess stag är sedan fastskruvade på ramen. En verktygskassett sitter under bakre delen av pakethållaren och innehåller tändstiftsnyckel samt två kombinationsverktyg inlindade i ett skumgummiark på cirka 10*20 cm. En fotplatta sitter fastskruvad  ovanför motorn. På en del Ciao har tanklocket en fastsatt mätsticka för att kontrollera bränslenivån.
Ett styrlås finns på de flesta Ciao. I Sverige var låset godkänt av Polistekniska Rådfrågningsbyrån (nuvarande Svenska stöldskyddsföreningen).
På ramens vänstra sida sitter drivsystemet för motorn och i de flesta fall tändspolens sekundärlindning. På höger sida sitter bränslekranen och kedjan för att starta motorn och för att kunna trampa Ciao som en cykel. I vissa fall finns här även tändspolens sekundärlindning, blinkersrelä och däckpump.
Ramens nedre del täcks av sidokåpor i ABS-plast. De sätts fast med vardera tre fjäderbelastade kåpskruvar som trycks in något och sedan roteras ett kvarts varv för att sättas fast eller lossas. På höger sida måste bränslekranen stå framåtriktad för att få bort kåpan. Mittenskruvens placering på höger sidokåpa skiljer sig mellan tidiga och senare Ciao, vilket gör att sidokåpor inte passar mellan dem.

## Fjädring
Fjädringen består av att framgaffeln har en framåtriktad bottenlänksfjädring med skruvfjädrar och att sadelns bakre del är fjädrad med en centralt placerad fjäder mellan sadel och den fyrkantiga sadelstolpen. Vissa modeller har även sadelstolpen avfjädrad och som då är rund istället för fyrkantig förutom på de allra sista Ciao där även den avfjädrade stolpen också blev fyrkantig. Tidiga varianter av Ciao kunde sakna fjädring på framhjulet.

## Hjul och bromsar
Ciaos hjuldimension är i huvudsak 2*17 tum för både fram- och bakhjul men vissa tidiga Ciao har också 19 tums hjul. Ibland fanns också 16 tum för i huvudsak de tyska och italienska marknaderna. Typbeteckningens andra tecken anger hjuldimensionen. Trycket i ett avfjädrat framdäck är 1,4 bar och 2,5 bar för bakdäcket. Fälgarna är ekrade och i kromat stål men på vissa senare Ciao finns även gjutna aluminiumfälgar. Man kan inte använda någon av systermodellernas framhjul till Ciao då fästpunkten för bromsskölden mot bottenlänken är specifik.
Ciao har trumbromsar fram och bak. Frambromsen har dubbla bromsbackar och bakbromsen, som är inbyggd i baknavet, använder en bromsback. Vissa tidiga Ciao kan istället för trumbroms ha U-fälgbroms på framhjulet.
Bromsarna aktiveras med vajer från handtag på styret, vänster handtag för bakbromsen och höger handtag för framhjulen på samma sätt som för de flesta motorcyklar. Svenska regler kräver inledningsvis att även pedalerna ska kunna agera som färdbroms. Därför har tidiga, svensksålda Ciao ett speciellt vevparti där en dragstång går till baknavets hävarm för bromsbacken. Kravet försvinner i mitten av sjuttiotalet, vilket gör att senare Ciao endast har handtagsaktiverade bromsar.

## Elektriskt system
Belysningen tar sin ström från en belysningsspole placerad innanför det magnetiserade svänghjulet och är på 6 volt växelström. Strömmen matas direkt till det elektriska systemet.
Under produktionsperioden har ett stort antal typer av strålkastare använts där några också har haft en elektrisk tuta inbyggd. Reglage för belysningen har funnits både direkt på strålkastarhuset och/eller med en strömställare på styrets vänstra eller högra sida. Strålkastaren är vanligtvis på 15 Watt för både halvljus och helljus om sådant finns. Då svensk lagstiftning kräver både hel- och halvljus får de svensksålda modellerna P/PX/PV/PXV syskonet Si:s runda strålkastare.
Baklyktan på vanligtvis 3-5 Watt är placerad på bakskärmen på tidiga Ciao för att sedan placeras baktill på pakethållaren. Vissa modeller har även bromsljus med kontakter för detta i båda bromshandtagen men också vid pedalerna om mopeden är utrustad med pedalaktiverad färdbroms. Vissa länder kräver registreringsskylt och dessa kan då ha en belysning av denna inbyggd i bakljuset.
Vissa modeller har blinkers, som drivs med antingen ett batteri placerat i en metallbehållare intill pakethållaren eller direkt med hjälp av en andra belysningsspole som på de som såldes i Sverige. Blinkersens belysningsspole placeras där kondensatorn annars är monterad innanför svänghjulet, vilket gör att kondensatorn då istället monteras på utsidan av motorblocket. Blinkerslamporna är på 12 volt även om belysningsspolen producerar 6 volt.

## Vikt och dimensioner
Beroende på tillbehör och transmissionssystem väger Ciao lite olika mycket. En enväxlad och fulltankad Ciao väger ca 38 kilo. Totallängd 157 mm, hjulbas 1000 mm, styrstångens bredd 630 mm samt totalhöjd 1015 mm (med 17 tums hjul och utan backspegel).

## Eftermarknadstillbehör
Originaltillbehör omfattar i huvudsak hastighetsmätare, backspeglar, elektrisk tuta eller ringklocka, påbyggnadspakethållare och lås till bakhjulet. Övriga tillverkare koncentrerar sig på slitdetaljer och effekthöjningar. Kända tillverkare är i huvudsak Malossi, Polini, Gianelli, Pinasco, Deganello och Simonini.

## Syskon
Ett flertal modeller med likartad teknisk lösning har tillverkats av Piaggio. De gemensamma komponenterna är i huvudsak motor och drivsystem.
- Piaggio Ciao Porter (1971–?) en trehjulig flakmoped baserad på Ciao med flaket framtill
- Piaggio Boxer (1969–1983)
- Piaggio Bravo (1973–2001) med teleskopgaffel fram och dubbla bakfjädrar
- Piaggio Si (1979–2001) med teleskopgaffel fram och centralfjädring till bakhjulet
- Piaggio Boss (1988–1989) i huvudsak en Piaggio Si med vissa förändringar
- Piaggio Grillo (1989–1996) med teleskopgaffel fram och centralfjädring till bakhjulet

## Ramnummerlista och årsmodeller
Listans datakvalitet är dessvärre inte helt fastställd. Vissa uppgifter har korrigerats från källan.
| Ciao (A) (1967–1970) | Ciao (A) (1967–1970) | Ciao (A) (1967–1970) |         |                                     |
| År                   | Typbeteckning        | Från                 | Till    | Kommentar                           |
| -------------------- | -------------------- | -------------------- | ------- | ----------------------------------- |
| 1967                 | CN, CE, CV           | 1.001                | 12.692  | Typbeteckningarna delar nummerserie |
| 1968                 | CN, CE, CV           | 12.693               | 145.013 | Typbeteckningarna delar nummerserie |
| 1969                 | CN, CE, CV           | 145.014              | 226.098 | Typbeteckningarna delar nummerserie |
| 1970                 | CN, CE, CV           | 226.099              | 236.283 | Typbeteckningarna delar nummerserie |

| Ciao Special (1969–1970) | Ciao Special (1969–1970) | Ciao Special (1969–1970) |         |                                     |
| År                       | Typbeteckning            | Från                     | Till    | Kommentar                           |
| ------------------------ | ------------------------ | ------------------------ | ------- | ----------------------------------- |
| 1969                     | C7E, C7V                 | 800.001                  | 841.911 | Typbeteckningarna delar nummerserie |
| 1970                     | CN, CE, CV               | 841.912                  | 842.252 | Typbeteckningarna delar nummerserie |

| Ciao Lusso (1970–1972) | Ciao Lusso (1970–1972) | Ciao Lusso (1970–1972) |           |                                     |
| År                     | Typbeteckning          | Från                   | Till      | Kommentar                           |
| ---------------------- | ---------------------- | ---------------------- | --------- | ----------------------------------- |
| 1970                   | C7E, C7V               | 2.000.001              | 2.033.641 | Typbeteckningarna delar nummerserie |
| 1971                   | C7E, C7V               | 2.033.642              | 2.035.855 | Typbeteckningarna delar nummerserie |
| 1972                   | C7E, C7V               | 2.035.856              | 2.037.126 | Typbeteckningarna delar nummerserie |

| Ciao Rinnovato (1970–1972)             | Ciao Rinnovato (1970–1972) | Ciao Rinnovato (1970–1972) |           |                                     |
| År                                     | Typbeteckning              | Från                       | Till      | Kommentar                           |
| -------------------------------------- | -------------------------- | -------------------------- | --------- | ----------------------------------- |
| 1970                                   | C7E, C7V                   | 1.000.001                  | 1.077.490 | Typbeteckningarna delar nummerserie |
| 1971                                   | C7E, C7V                   | 1.077.491                  | 1.193.581 | Typbeteckningarna delar nummerserie |
| 1972                                   | C7E, C7V                   | 1.193.582                  | 1.246.520 | Typbeteckningarna delar nummerserie |
| Gammal numrering upphör och ny startar |                            |                            |           |                                     |
|                                        | C7N1T                      | 1.250.001                  | 1.252.482 |                                     |
|                                        | C7E1T                      | 1.250.001                  | 1.289.475 |                                     |
|                                        | C7V2T                      | 1.250.001                  | 1.246.520 | ej Schweiz och Frankrike            |
|                                        | C7V1T                      | 1.800.001                  | -         | endast Schweiz och Frankrike        |
|                                        | C9E1T                      | 1.250.001                  | 1.250.151 |                                     |
|                                        | C9V1T                      | 1.250.001                  | 1.250.326 |                                     |
|                                        | M7N1T                      | 1.500.001                  | 1.500.352 | endast Tyskland (Mofa)              |
|                                        | M7E1T                      | 1.800.001                  | 1.805.701 | endast Tyskland (Mofa)              |

| Ciao Arcobaleno (1972–1974)                                                                  | Ciao Arcobaleno (1972–1974) | Ciao Arcobaleno (1972–1974) |           |                                           |
| År                                                                                           | Typbeteckning               | Från                        | Till      | Kommentar                                 |
| -------------------------------------------------------------------------------------------- | --------------------------- | --------------------------- | --------- | ----------------------------------------- |
| 1972                                                                                         | C7N1T                       | 3.500.001                   | →         |                                           |
|                                                                                              | C7E1T                       | 1.850.001                   | 1.860.053 |                                           |
|                                                                                              | C7V2T                       | 5.500.001                   | 5.501.166 | ej Schweiz, Frankrike och Tyskland        |
|                                                                                              | C7V1T                       | 5.000.001                   | →         | endast Schweiz *), Frankrike och Tyskland |
|                                                                                              | M7N1T                       | 3.000.001                   | →         | endast Tyskland (Mofa)                    |
|                                                                                              | M7E1T                       | 4.000.001                   | →         | endast Tyskland (Mofa)                    |
| 1973                                                                                         | C7N1T                       |                             | 3.505.081 |                                           |
|                                                                                              | C7E1T                       | 1.860.054                   | 1.926.483 |                                           |
|                                                                                              | C7V2T                       | 5.501.167                   | 5.505.947 | ej Schweiz, Frankrike och Tyskland        |
|                                                                                              | C7V1T                       |                             | 5.000.675 | endast Schweiz *), Frankrike och Tyskland |
|                                                                                              | M7N1T                       |                             | 3.000.600 | endast Tyskland (Mofa)                    |
|                                                                                              | M7E1T                       |                             | 4.010.050 | endast Tyskland (Mofa)                    |
| 1974                                                                                         | C7N1T                       | 3.505.082                   | 3.507.691 |                                           |
|                                                                                              | C7E1T                       | 1.926.484                   | 1.999.999 |                                           |
|                                                                                              | C7V2T                       | 5.505.948                   | 5.512.763 | ej Schweiz, Frankrike och Tyskland        |
|                                                                                              | C7V1T                       | 5.000.676                   | -         | endast Schweiz *), Frankrike och Tyskland |
|                                                                                              | M7N1T                       | 3.000.601                   | 3.000.952 | endast Tyskland (Mofa)                    |
|                                                                                              | M7E1T                       | 4.010.051                   | 4.018.434 | endast Tyskland (Mofa)                    |
| Tecknet ”→” betyder att numreringen är gemensam med efterföljande år för samma typbeteckning |                             |                             |           |                                           |
| Tom ruta betyder att nummerserien påbörjas föregående år för samma typbeckning               |                             |                             |           |                                           |
| *) För Schweiz stämplas motorn med ”E1K” som för Bravo                                       |                             |                             |           |                                           |

| Ciao Rinnovato 2 (1974–1981) | Ciao Rinnovato 2 (1974–1981) | Ciao Rinnovato 2 (1974–1981) |           |                                                   |
| År                           | Typbeteckning                | Från                         | Till      | Kommentar                                         |
| ---------------------------- | ---------------------------- | ---------------------------- | --------- | ------------------------------------------------- |
| 1974                         | C7N1T                        | 3.507.801                    | 3.507.801 |                                                   |
|                              | C7E1T                        | 1.517.801                    | 1.524.763 |                                                   |
|                              | C7V2T                        | 5.513.201                    | 5.513.940 | ej Schweiz, Frankrike och Tyskland                |
|                              | M7N1T                        | 3.000.953                    | 3.000.977 | endast Tyskland (Mofa)                            |
|                              | M7E1T                        | 4.018.435                    | 4.020.506 | endast Tyskland (Mofa)                            |
| 1975                         | C7N1T                        | 3.507.802                    | 3.511.875 |                                                   |
|                              | C7E1T                        | 1.524.764                    | 1.591.680 |                                                   |
|                              | C7V2T                        | 5.513.941                    | 5.522.313 | endast Italien                                    |
|                              | M7E1T                        | 4.020.507                    | 4.027.984 | endast Tyskland (Mofa)                            |
| 1976                         | C7N1T                        | 3.511.876                    | 3.513.107 |                                                   |
|                              | C7E1T                        | 1.591.681                    | 1.626.915 |                                                   |
|                              | C7V2T                        | 5.522.314                    | 5.528.226 | endast Italien                                    |
|                              | M7E1T                        | 4.027.985                    | 4.028.435 | endast Tyskland (Mofa)                            |
|                              | M7N2T                        | 1.101                        | 1.101     | endast Tyskland (Mofa) 2,25 * 16 hjul             |
|                              | M7E2T                        | 1.101                        | 6.841     | endast Tyskland (Mofa) 2,25 * 16 hjul             |
|                              | CFN1T                        | 1.101                        | 3.351     | endast Frankrike, motorkod F1M                    |
|                              | CFE1T                        | 1.101                        | 22.851    | endast Frankrike, motorkod F1M                    |
|                              | CFC1T                        | 1.101                        | 3.891     | endast Frankrike, motorkod L1M                    |
| 1977                         | C7N1T                        | 3.513.108                    | 3.516.363 |                                                   |
|                              | C7E1T                        | 1.626.916                    | 1.674.862 |                                                   |
|                              | C7V2T                        | 5.528.227                    | 5.537.113 | endast Italien                                    |
|                              | M7E2T                        | 6.842                        | 10.466    | endast Tyskland (Mofa) 2,25 * 16 hjul             |
|                              | CFN1T                        | 3.352                        | 5.352     | endast Frankrike och Franska Guyana, motorkod F1M |
|                              | CFE1T                        | 22.852                       | 36.553    | endast Frankrike och Franska Guyana, motorkod F1M |
|                              | CFC1T                        | 3.892                        | 3.892     | endast Frankrike, motorkod L1M                    |
| 1978                         | C7N1T                        | 3.516.364                    | 3.521.929 |                                                   |
|                              | C7E1T                        | 1.674.863                    | 1.717.453 |                                                   |
|                              | C7V2T                        | 5.528.227                    | 5.547.749 | endast Italien                                    |
|                              | M7E2T                        | 10.467                       | 13.093    | endast Tyskland (Mofa) 2,25*16 hjul               |
|                              | CFN1T                        | 5.353                        | 5.652     | endast Frankrike och Franska Guyana, motorkod F1M |
|                              | CFE1T                        | 36.553                       | 36.553    | endast Frankrike och Franska Guyana, motorkod F1M |
| 1979                         | C7N1T                        | 3.521.930                    | 3.522.841 |                                                   |
|                              | C7E1T                        | 1.717.454                    | 1.745.063 |                                                   |
|                              | C7V2T                        | 5.547.750                    | 5.554.773 | endast Italien                                    |
|                              | M7E2T                        | 13.094                       | 14.792    | endast Tyskland (Mofa) 2,25 * 16 hjul             |
|                              | CFN1T                        | 5.653                        | 6.651     | endast Frankrike och Franska Guyana, motorkod F1M |
|                              | CFE1T                        | 36.554                       | 40.111    | endast Frankrike och Franska Guyana, motorkod F1M |
| 1980                         | C7N1T                        | 3.522.842                    | 3.522.942 |                                                   |
|                              | C7E1T                        | 1.745.064                    | 1.757.842 |                                                   |
|                              | M7E2T                        | 14.793                       | 16.140    | endast Tyskland (Mofa) 2,25 * 16 hjul             |
|                              | CFN1T                        | 6.652                        | 9.053     | endast Frankrike och Franska Guyana, motorkod F1M |
|                              | CFE1T                        | 40.112                       | 42.054    | endast Frankrike och Franska Guyana, motorkod F1M |
| 1981                         | C7N1T                        | 3.522.943                    | 3.523.341 | Endast marknader utanför Italien                  |

| Ciao Super Confort (1971–1972)         | Ciao Super Confort (1971–1972) | Ciao Super Confort (1971–1972) | Ciao Super Confort (1971–1972) | Ciao Super Confort (1971–1972) |
| År                                     | Typbeteckning                  | Från                           | Till                           | Kommentar                      |
| -------------------------------------- | ------------------------------ | ------------------------------ | ------------------------------ | ------------------------------ |
| 1971                                   | C7E, C7V                       | 2050001                        | 2081965                        |                                |
| 1972                                   | C7E, C7V                       | 2081966                        | 2096414                        |                                |
| Gammal numrering upphör och ny startar |                                |                                |                                |                                |
|                                        | C7E1T                          | 2100001                        | 2113370                        |                                |
|                                        | C7V3T                          | 2100001                        | 21006107                       | ej Schweiz och Tyskland        |
|                                        | C7V1T                          | 2800001                        | 2800007                        | endast Schweiz och Tyskland    |

| Ciao Super Confort Arcobaleno (1972–1974) | Ciao Super Confort Arcobaleno (1972–1974) | Ciao Super Confort Arcobaleno (1972–1974) |           |                             |
| År                                        | Typbeteckning                             | Från                                      | Till      | Kommentar                   |
| ----------------------------------------- | ----------------------------------------- | ----------------------------------------- | --------- | --------------------------- |
| 1972                                      | C7E1T                                     | 2.150.001                                 | 2.154.061 |                             |
|                                           | C7V3T                                     | 2.500.001                                 | 2.500.973 | ej Schweiz och Tyskland     |
|                                           | C7V1T                                     | 2.800.007                                 | 2.800.007 | endast Schweiz och Tyskland |
|                                           | M7E1T                                     | 6.000.001                                 | 6.000.199 | endast Tyskland (Mofa)      |
| 1973                                      | C7E1T                                     | 2.154.062                                 | 2.174.799 |                             |
|                                           | C7V3T                                     | 2.500.974                                 | 2.509.074 | ej Schweiz och Tyskland     |
|                                           | C7V1T                                     | 2.800.007                                 | 2.800.007 | endast Schweiz och Tyskland |
|                                           | M7E1T                                     | 6.000.200                                 | 6.005.749 | endast Tyskland (Mofa)      |
| 1974                                      | C7E1T                                     | 2.174.800                                 | 2.207.512 |                             |
|                                           | C7V3T                                     | 2.509.075                                 | 2.521.618 | ej Schweiz och Tyskland     |
|                                           | C7V1T                                     | 2.800.007                                 | 2.800.603 | endast Schweiz och Tyskland |
|                                           | M7E1T                                     | 6.005.750                                 | 6.011.253 | endast Tyskland (Mofa)      |

| Ciao Super Confort Rinnovato 2 (1974–1984) | Ciao Super Confort Rinnovato 2 (1974–1984) | Ciao Super Confort Rinnovato 2 (1974–1984) |           |                                        |
| År                                         | Typbeteckning                              | Från                                       | Till      | Kommentar                              |
| ------------------------------------------ | ------------------------------------------ | ------------------------------------------ | --------- | -------------------------------------- |
| 1974                                       | C7E1T                                      | 2.208.301                                  | 2.210.072 |                                        |
|                                            | C7V3T                                      | 2.522.001                                  | 2.522.834 | ej Schweiz, Frankrike och Tyskland     |
|                                            | C7V1T                                      | 2.800.604                                  | 2.801.300 | endast Schweiz, Frankrike och Tyskland |
|                                            | M7E1T                                      | 6.011.254                                  | 6.011.353 | endast Tyskland (Mofa)                 |
| 1975                                       | C7E1T                                      | 2.210.073                                  | 2.241.753 |                                        |
|                                            | C7V3T                                      | 2.522.835                                  | 2.534.457 | ej Schweiz, Frankrike och Tyskland     |
|                                            | C7V1T                                      | 2.801.301                                  | 2.801.910 | endast Schweiz, Frankrike och Tyskland |
|                                            | M7E1T                                      | 6.011.354                                  | 6.018.512 | endast Tyskland (Mofa)                 |
| 1976                                       | C7E1T                                      | 2.241.754                                  | 2.285.916 |                                        |
|                                            | C7V3T                                      | 2.534.458                                  | 2.544.119 | ej Tyskland                            |
|                                            | M7E1T                                      | 6.018.513                                  | 6.019.417 | endast Tyskland (Mofa)                 |
|                                            | C6V1T                                      | 1.101                                      | 1.475     | endast Tyskland 2,25 * 16 hjul         |
|                                            | M7E2T                                      | 1.000.101                                  | 1.005.056 | endast Tyskland (Mofa) 2,25 * 16 hjul  |
| 1977                                       | C7E1T                                      | 2.285.917                                  | 2.351.323 |                                        |
|                                            | C7V3T                                      | 2.544.120                                  | 2.562.479 | ej Tyskland                            |
|                                            | C6V1T                                      | 1.476                                      | 2.001     | endast Tyskland 2,25 * 16 hjul         |
|                                            | M7E2T                                      | 1.005.857                                  | 1.012.023 | endast Tyskland (Mofa) 2,25 * 16 hjul  |
|                                            | CFE1T                                      | 1.001                                      | 4.500     | endast Franska Guyana                  |
|                                            |                                            | 204.001                                    | 206.201   | endast Frankrike                       |
| 1978                                       | C7E1T                                      | 2.351.324                                  | 2.435.566 |                                        |
|                                            | C7V3T                                      | 2.562.480                                  | 2.583.484 | ej Tyskland                            |
|                                            | C6V1T                                      | 2.002                                      | 2.300     | endast Tyskland 2,25 * 16 hjul         |
|                                            | M7E2T                                      | 1.012.024                                  | 1.016.910 | endast Tyskland (Mofa) 2,25 * 16 hjul  |
|                                            | CFE1T                                      | 206.202                                    | 219.859   | endast Frankrike och Franska Guyana    |
| 1979                                       | C7E1T                                      | 2.435.567                                  | 2.509.842 | ej Italien                             |
|                                            | C7V3T                                      | 2.583.485                                  | 2.603.220 | ej Italien och Tyskland                |
|                                            | C6V1T                                      | 2.301                                      | 2.677     | endast Tyskland 2,25 * 16 hjul         |
|                                            | M7E2T                                      | 1.016.911                                  | 1.024.595 | endast Tyskland (Mofa) 2,25 * 16 hjul  |
|                                            | CFE1T                                      | 219.860                                    | 242.727   | endast Frankrike och Franska Guyana    |
| 1980                                       | C7E1T                                      | 2.509.843                                  | 2.514.472 | ej Italien                             |
|                                            | C7V3T                                      | 2.603.221                                  | 2.611.558 | ej Italien och Tyskland                |
|                                            | C6V1T                                      | 2.678                                      | 2.928     | endast Tyskland 2,25 * 16 hjul         |
|                                            | M7E2T                                      | 1.024.396                                  | 1.029.915 | endast Tyskland (Mofa) 2,25 * 16 hjul  |
|                                            | CFE1T                                      | 242.728                                    | 251.227   | endast Frankrike och Franska Guyana    |
| 1981                                       | C7E1T                                      | 2.514.473                                  | 2.514.923 | ej Italien                             |
|                                            | C7V3T                                      | 2.611.559                                  | 2.623.630 | ej Italien och Tyskland                |
|                                            | C6V1T                                      | 2.929                                      | 2.938     | endast Tyskland 2,25 * 16 hjul         |
|                                            | M7E2T                                      | 1.029.916                                  | -         | endast Tyskland (Mofa) 2,25 * 16 hjul  |
|                                            | CFE1T                                      | 251.228                                    | 253.678   | endast Frankrike och Franska Guyana    |
| 1982                                       | C7V3T                                      | 2.623.631                                  | 2.634.832 | endast Mexiko 2,25 * 16 hjul           |
| 1983                                       | C7V3T                                      | 2.634.833                                  | 2.635.384 | endast Mexiko 2,25 * 16 hjul           |
| 1984                                       | C7V3T                                      | 2.635.385                                  | -         | endast Mexiko 2,25 * 16 hjul           |

| Ciao P och PV (1979–1987)                                                                                            | Ciao P och PV (1979–1987) | Ciao P och PV (1979–1987) |         |                                       |
| År | Typbeteckning             | Från                      | Till    | Kommentar                             |
| --- | ------------------------- | ------------------------- | ------- | ------------------------------------- |
| 1979 | C7E2T                     | 1.101                     | 4.243   |                                       |
| | C7V4T                     | 1.101                     | 2.626   |                                       |
| | C6E1T                     | 1.101                     | 2.937   | 2,25 * 16 hjul                        |
| 1980 | C7E2T                     | 4.244                     | 39.471  |                                       |
| | C7V4T                     | 2.627                     | 16.606  |                                       |
| | C6E1T                     | 2.938                     | 3.300   | 2,25 * 16 hjul                        |
| | M7E3T                     | 1.101                     | 1.204   | endast Tyskland (Mofa) 2,25 * 16 hjul |
| 1981 | C7E2T                     | 39.472                    | 70.445  |                                       |
| | C7V4T                     | 16.607                    | 28.915  |                                       |
| | C6E1T                     | 3.301                     | 4.700   | 2,25 * 16 hjul                        |
| | M7E3T                     | 1.205                     | 1.728   | endast Tyskland (Mofa) 2,25 * 16 hjul |
| | CFE2T                     | 1.101                     | 1.451   | endast Frankrike                      |
| 1982 | C7E2T                     | 70.446                    | 85.021  |                                       |
| | C7V4T                     | 28.916                    | 32.950  |                                       |
| | M7E3T                     | 1.729                     | 2.128   | endast Tyskland (Mofa) 2,25 * 16 hjul |
| | CFE2T                     | 1.452                     | 3.524   | endast Frankrike                      |
| 1983 | C7E2T                     | 85.022                    | 101.647 |                                       |
| | C7V4T                     | 32.951                    | 40.536  |                                       |
| | M7E3T                     | 2.129                     | 3.138   | endast Tyskland (Mofa) 2,25 * 16 hjul |
| | CFE2T                     | 3.525                     | 4.552   | endast Frankrike                      |
| 1984 | C7E2T                     | 101.648                   | 117.772 |                                       |
| | C7V4T                     | 40.537                    | 45.437  |                                       |
| | M7E3T                     | 3.139                     | 3.768   | endast Tyskland (Mofa) 2,25 * 16 hjul |
| | CFE2T                     | 4.552                     | 4.552   | endast Frankrike                      |
| 1985 | C7E2T                     | 117.773                   | 131.711 |                                       |
| | C7V4T                     | 45.438                    | 50.113  |                                       |
| | M7E3T                     | 3.769                     | 4.228   | endast Tyskland (Mofa) 2,25 * 16 hjul |
| | CFE2T                     | 4.553                     | 5.962   | Endast Frankrike                      |
| | C6E1T                     | 6.001                     | 10.958  | specialversion ”America” *)           |
| 1986 | C7E2T                     | 131.712                   | 140.731 |                                       |
| | C7V4T                     | 50.114                    | 50.435  |                                       |
| | M7E3T                     | 4.229                     | 4.503   | endast Tyskland (Mofa) 2,25 * 16 hjul |
| | CFE2T                     | 5.963                     | 7.292   | Endast Frankrike                      |
| 1987 | C7E2T                     | 140.732                   | -       |                                       |
| | C7V4T                     | 50.436                    | -       |                                       |
| | M7E3T                     | 4.504                     | -       | endast Tyskland (Mofa) 2,25 * 16 hjul |
| | CFE2T                     | 7.293                     | -       | Endast Frankrike                      |
| *) utrustad med silverfärgad sadel samt silverfärgade sidokåpor från Rinnovato 2 försedd med en vinyldekal ”America” |                           |                           |         |                                       |

| Ciao P och PV Ecology System (1986–1987) | Ciao P och PV Ecology System (1986–1987) | Ciao P och PV Ecology System (1986–1987) |       |           |
| År                                       | Typbeteckning                            | Från                                     | Till  | Kommentar |
| ---------------------------------------- | ---------------------------------------- | ---------------------------------------- | ----- | --------- |
| 1986                                     | C7E3T                                    | 1.001                                    | 4.741 |           |
|                                          | C7V5T                                    | 1.001                                    | 4.135 |           |
| 1987                                     | C7E3T                                    | 4.742                                    | -     |           |
|                                          | C7V5T                                    | 4.136                                    | -     |           |

| Ciao PX och PXV (1979–1987) | Ciao PX och PXV (1979–1987) | Ciao PX och PXV (1979–1987) |           |                                        |
| År                          | Typbeteckning               | Från                        | Till      | Kommentar                              |
| --------------------------- | --------------------------- | --------------------------- | --------- | -------------------------------------- |
| 1979                        | C7E2T                       | 1.101                       | 16.525    |                                        |
|                             | C7V4T                       | 1.101                       | 4.226     |                                        |
| 1980                        | C7E2T                       | 16.526                      | 131.585   |                                        |
|                             | C7V4T                       | 4.227                       | 27.131    |                                        |
|                             | M7E3T                       | 1.000.101                   | 1.000.250 | endast Tyskland (Mofa) 2,25 * 16 hjul  |
|                             | C6V2T                       | 1.101                       | 1.124     | endast Tyskland (Moped) 2,25 * 16 hjul |
|                             | CFE2T                       | 1.101                       | 1.124     | endast Frankrike                       |
| 1981                        | C7E2T                       | 131.586                     | 223.139   |                                        |
|                             | C7V4T                       | 27.132                      | 48.810    |                                        |
|                             | M7E3T                       | 1.000.251                   | 1.003.251 | endast Tyskland (Mofa) 2,25 * 16 hjul  |
|                             | C6V2T                       | 1.125                       | 1.251     | endast Tyskland (Moped) 2,25 * 16 hjul |
|                             | CFE2T                       | 1.000.101                   | 1.005.616 | endast Frankrike                       |
| 1982                        | C7E2T                       | 223.140                     | 286.266   |                                        |
|                             | C7V4T                       | 48.811                      | 64.822    |                                        |
|                             | M7E3T                       | 1.003.252                   | 1.007.752 | endast Tyskland (Mofa) 2,25 * 16 hjul  |
|                             | C6V2T                       | 1.252                       | 1.350     | endast Tyskland (Moped) 2,25 * 16 hjul |
|                             | CFE2T                       | 1.005.617                   | 1.024.440 | endast Frankrike                       |
| 1983                        | C7E2T                       | 286.267                     | 361.095   |                                        |
|                             | C7V4T                       | 64.823                      | 82.143    |                                        |
|                             | M7E3T                       | 1.007.753                   | 1.014.020 | endast Tyskland (Mofa) 2,25 * 16 hjul  |
|                             | C6V2T                       | 1.351                       | 1.476     | endast Tyskland (Moped) 2,25 * 16 hjul |
|                             | CFE2T                       | 1.024.441                   | 1.039.240 | endast Frankrike                       |
| 1984                        | C7E2T                       | 361.096                     | 415.572   |                                        |
|                             | C7V4T                       | 82.144                      | 93.722    |                                        |
|                             | M7E3T                       | 1.014.021                   | 1.021.238 | endast Tyskland (Mofa) 2,25 * 16 hjul  |
|                             | C6V2T                       | 1.477                       | 1.576     | endast Tyskland (Moped) 2,25 * 16 hjul |
|                             | CFE2T                       | 1.039.241                   | 1.049.320 | endast Frankrike                       |
| 1985                        | C7E2T                       | 415.573                     | 476.873   |                                        |
|                             | C7V4T                       | 93.723                      | 105.152   |                                        |
|                             | M7E3T                       | 1.021.239                   | 1.026.273 | endast Tyskland (Mofa) 2,25 * 16 hjul  |
|                             | C6V2T                       | 1.577                       | 1.679     | endast Tyskland (Moped) 2,25 * 16 hjul |
|                             | CFE2T                       | 1.049.321                   | 1.057.130 | endast Frankrike                       |
| 1986                        | C7E2T                       | 476.874                     | 491.438   |                                        |
|                             | C7V4T                       | 105.153                     | 106.627   |                                        |
|                             | M7E3T                       | 1.026.274                   | 1.031.943 | endast Tyskland (Mofa) 2,25 * 16 hjul  |
|                             | CFE2T                       | 1.057.131                   | 1.070.046 | endast Frankrike                       |
| 1987                        | C7E2T                       | 491.439                     | -         |                                        |
|                             | C7V4T                       | 1.006.628                   | -         |                                        |
|                             | M7E3T                       | 1.031.944                   | -         | endast Tyskland (Mofa) 2,25 * 16 hjul  |
|                             | CFE2T                       | 1.070.047                   | -         | endast Frankrike                       |

| 1986 | 1986          | 1.000.001 | 1.029.751 |           |
| 1986 | 1986          | 1.000.001 | 1.007.050 |           |
| 1986 | 1986          | 1.029.752 | -         |           |
| 1986 | 1986          | 1.007.051 | -         |           |
| År   | Typbeteckning | Från      | Till      | Kommentar |
| 2008 | caio          |           |           |           |

### Fotnoter
1. ↑  Ciao Cross Club